# Trofeo NHK 2015
El Trofeo NHK 2015 fue la sexta competición del Grand Prix de patinaje artístico sobre hielo de la temporada 2015-2016. Tuvo lugar en Nagano, Japón, entre el 27 y el 29 de noviembre de 2015. Organizada por la federación de patinaje sobre hielo de Japón, la competición sirvió de clasificatorio para la final del Grand Prix.

## Resultados

### Patinaje individual masculino
| Clasificación | Nombre             | País            | Total  | Programa corto | Programa corto | Programa libre | Programa libre |
| ------------- | ------------------ | --------------- | ------ | -------------- | -------------- | -------------- | -------------- |
| 1             | Yuzuru Hanyu       | Japón           | 322,40 | 1              | 106,33         | 1              | 216,07         |
| 2             | Jin Boyang         | China           | 266,43 | 2              | 95,64          | 2              | 170,79         |
| 3             | Takahito Mura      | Japón           | 242,21 | 3              | 88,29          | 5              | 153,92         |
| 4             | Grant Hochstein    | Estados Unidos  | 235,63 | 8              | 74,30          | 3              | 161,33         |
| 5             | Keiji Tanaka       | Japón           | 234,90 | 9              | 73,74          | 4              | 161,16         |
| 6             | Konstantin Menshov | Rusia           | 233,58 | 6              | 79,79          | 6              | 153,79         |
| 7             | Michal Březina     | República Checa | 222,49 | 5              | 81,64          | 9              | 140,85         |
| 8             | Richard Dornbush   | Estados Unidos  | 217,50 | 7              | 78,20          | 10             | 139,30         |
| 9             | Chafik Besseghier  | Francia         | 215,82 | 10             | 72,51          | 7              | 143,31         |
| 10            | Maksim Kovtun      | Rusia           | 212,63 | 4              | 82,27          | 11             | 130,36         |
| 11            | Elladj Baldé       | Canadá          | 211,09 | 11             | 69,47          | 8              | 141,62         |
| 12            | Brendan Kerry      | Australia       | 177,98 | 12             | 61,20          | 12             | 116,78         |

### Patinaje individual femenino
| Clasificación | Nombre          | País           | Total  | Programa corto | Programa corto | Programa libre | Programa libre |
| ------------- | --------------- | -------------- | ------ | -------------- | -------------- | -------------- | -------------- |
| 1             | Satoko Miyahara | Japón          | 203,11 | 1              | 69,53          | 1              | 133,58         |
| 2             | Courtney Hicks  | Estados Unidos | 183,12 | 2              | 65.60          | 3              | 117,52         |
| 3             | Mao Asada       | Japón          | 182,99 | 4              | 62.50          | 2              | 120,49         |
| 4             | Ashley Wagner   | Estados Unidos | 179,33 | 3              | 63,71          | 5              | 115,62         |
| 5             | Mirai Nagasu    | Estados Unidos | 175,64 | 5              | 61,10          | 6              | 114,54         |
| 6             | Kaetlyn Osmond  | Canadá         | 168,48 | 8              | 57,07          | 7              | 111,41         |
| 7             | Li Zijun        | China          | 166,40 | 6              | 60,78          | 10             | 105,62         |
| 8             | Aliona Leonova  | Rusia          | 165,75 | 7              | 59.63          | 9              | 106.12         |
| 9             | Anna Pogorilaya | Rusia          | 164,63 | 11             | 47,35          | 4              | 117.28         |
| 10            | Mariko Kihara   | Japón          | 163,19 | 10             | 54,96          | 8              | 108,23         |
| 11            | Maria Artemieva | Rusia          | 158,33 | 9              | 55.68          | 11             | 102,65         |

### Patinaje en pareja
| Clasificación | Nombre                                 | País           | Total  | Programa corto | Programa corto | Programa libre | Programa libre |
| ------------- | -------------------------------------- | -------------- | ------ | -------------- | -------------- | -------------- | -------------- |
| 1             | Meagan Duhamel / Eric Radford          | Canadá         | 202,72 | 1              | 71,04          | 1              | 131,68         |
| 2             | Yu Xiaoyu / Jin Yang                   | China          | 191,02 | 3              | 67,00          | 2              | 124.02         |
| 3             | Alexa Scimeca / Chris Knierim          | Estados Unidos | 190,66 | 2              | 68,43          | 3              | 122,23         |
| 4             | Vera Bazárova / Andréi Deputat         | Rusia          | 181,70 | 4              | 64,06          | 5              | 117,64         |
| 5             | Lubov Iliushechkina / Dylan Moscovitch | Canadá         | 180,63 | 5              | 63,80          | 6              | 116,83         |
| 6             | Vanessa James / Morgan Ciprès          | Francia        | 180,20 | 6              | 61,91          | 4              | 118,29         |
| 7             | Jessica Calalang / Zack Sidhu          | Estados Unidos | 150,26 | 7              | 55,19          | 7              | 95,07          |
| 8             | Amani Fancy / Christopher Boyadji      | Reino Unido    | 125,80 | 8              | 42.52          | 8              | 83,28          |

### Danza sobre hielo
| Clasificación | Nombre                               | País           | Total  | Danza corta | Danza corta | Danza libre | Danza libre |
| ------------- | ------------------------------------ | -------------- | ------ | ----------- | ----------- | ----------- | ----------- |
| 1             | Maia Shibutani / Alex Shibutani      | Estados Unidos | 174,43 | 1           | 68,08       | 1           | 106,35      |
| 2             | Yekaterina Bobrova / Dmitri Soloviov | Rusia          | 169,33 | 3           | 66,19       | 2           | 103,14      |
| 3             | Madison Hubbell / Zachary Donohue    | Estados Unidos | 167,49 | 2           | 66,57       | 3           | 100.92      |
| 4             | Aleksandra Stepanova / Iván Bukin    | Rusia          | 160,64 | 4           | 61,96       | 4           | 98,68       |
| 5             | Penny Coomes / Nicholas Buckland     | Reino Unido    | 155,88 | 5           | 61,00       | 5           | 94,88       |
| 6             | Anastasia Cannuscio / Colin McManus  | Estados Unidos | 138,41 | 6           | 55,21       | 6           | 83,2        |
| 7             | Kana Muramoto / Chris Reed           | Japón          | 134,97 | 7           | 53,44       | 7           | 81,53       |
| 8             | Emi Hirai / Marien de la Asunción    | Japón          | 115,59 | 8           | 43,61       | 8           | 71,98       |